# 리 대수 코호몰로지
리 군론에서 리 대수 코호몰로지(Lie代數cohomology, 영어: Lie algebra cohomology)는 리 대수 위에 정의되는 코호몰로지 이론이다. Ext 함자의 특수한 경우이다.

## 정의
가환환 {\displaystyle R} 위의 리 대수  {\displaystyle {\mathfrak {g}}}의 보편 포락 대수가 {\displaystyle U{\mathfrak {g}}}라고 하고, {\displaystyle M}이 {\displaystyle {\mathfrak {g}}}의 표현(즉, {\displaystyle U} 위의 가군)이라고 하자.
{\displaystyle R}를 {\displaystyle {\mathfrak {g}}}의 자명한 표현이라고 여기면, 리 대수 코호몰로지는 다음과 같은 Ext 함자이다.
{\displaystyle \operatorname {H} ^{n}({\mathfrak {g}};M)=\operatorname {Ext} _{U{\mathfrak {g}}}^{n}(R;M)}
즉, 왼쪽 완전 함자인 불변 부분 가군 함자
{\displaystyle M\mapsto M^{\mathfrak {g}}=\{m\in M\colon {\mathfrak {g}}m=0\}}
의 오른쪽 유도 함자이다.
마찬가지로, 리 대수 호몰로지(영어: Lie algebra homology)는 다음과 같은 Tor 함자이다.
{\displaystyle \operatorname {H} _{n}({\mathfrak {g}};M)=\operatorname {Tor} _{n}^{U{\mathfrak {g}}}(R;M)}
즉, 오른쪽 완전 함자인 쌍대 불변 몫가군 함자
{\displaystyle M\mapsto M_{\mathfrak {g}}=M/{\mathfrak {g}}M}
의 왼쪽 유도 함자이다.

## 성질
연결 콤팩트 리 군 {\displaystyle G}에 대하여, 그 드람 코호몰로지는 그 리 대수 {\displaystyle \operatorname {Lie} (G)}의 리 대수 코호몰로지와 (등급 가환 대수로서) 일치한다.
{\displaystyle \operatorname {H} ^{\bullet }(G;\mathbb {R} )\cong \operatorname {H} ^{\bullet }(\operatorname {Lie} (G);\mathbb {R} )}
(같은 리 대수에 여러 개의 연결 리 군이 대응할 수 있는데, 이는 꼬임 부분군을 포함하지 않는 실수 계수인 드람 코호몰로지로 구별할 수 없다.)

### 슈발레-에일렌베르크 복합체
체 {\displaystyle K} 위의 리 대수 코호몰로지는 슈발레-에일렌베르크 복합체(Chevalley-Eilenberg複合體, 영어: Chevalley–Eilenberg complex)라는 공사슬 복합체로 계산할 수 있다.
구체적으로, {\displaystyle n}차 슈발레-에일렌베르크 공사슬(영어: Chevalley–Eilenberg {\displaystyle n}-cochain)은 {\displaystyle K}-선형 변환
{\displaystyle \hom _{K}\left(\bigwedge ^{n}{\mathfrak {g}};M\right)}
이며, 그 공경계는 다음과 같다.
{\displaystyle (\delta f)(x_{1},\ldots ,x_{n+1})=\sum _{i}(-1)^{i+1}x_{i}\,f(x_{1},\ldots ,{\hat {x}}_{i},\ldots ,x_{n+1})+\sum _{i<j}(-1)^{i+j}f([x_{i},x_{j}],x_{1},\ldots ,{\hat {x}}_{i},\ldots ,{\hat {x}}_{j},\ldots ,x_{n+1})}
여기서 {\displaystyle {\hat {x}}_{i}}는 해당 항을 생략하라는 뜻이다.
만약 {\displaystyle {\mathfrak {g}}}가 콤팩트 단일 연결 리 군 {\displaystyle G}의 리 대수인 경우, 슈발레-에일렌베르크 복합체는 {\displaystyle G} 위의 {\displaystyle M} 계수 {\displaystyle G}-불변 미분 형식의 드람 복합체와 동형이다.

## 낮은 차원의 리 대수 코호몰로지

### 0차 코호몰로지
정의에 따라, 0차 리 대수 코호몰로지는 리 대수의 작용에 대하여 불변인 가군 원소들로 구성된 부분 가군이다.
{\displaystyle \operatorname {H} ^{0}({\mathfrak {g}};M)=M^{\mathfrak {g}}=\{m\in M\mid {\mathfrak {g}}m=0\}}

### 1차 코호몰로지
리 대수의 미분(영어: derivation)은 다음 조건을 만족시키는 {\displaystyle R}-가군 준동형이다.
{\displaystyle \delta \colon {\mathfrak {g}}\to M}
{\displaystyle \delta [x,y]=x\delta y-y\delta x\qquad \forall x,y\in {\mathfrak {g}}}
미분들은 {\displaystyle R}-가군을 이루며, 이를 {\displaystyle \operatorname {Der} ({\mathfrak {g}};M)}이라고 쓰자.
임의의 가군 원소 {\displaystyle m\in M}에 대하여, {\displaystyle x\mapsto xm\;\forall x\in {\mathfrak {g}}}는 미분을 이룬다. 이렇게 나타낼 수 있는 미분을 내부 미분(영어: inner derivation)이라고 한다. 내부 미분들 역시 {\displaystyle R}-가군을 이루며, 이를 {\displaystyle \operatorname {IDer} ({\mathfrak {g}};M)}이라고 쓰자.
그렇다면, 1차 리 대수 코호몰로지는 미분 가군의 내부 미분 가군에 대한 몫가군이다.
{\displaystyle \operatorname {H} ^{1}({\mathfrak {g}};M)\cong \operatorname {Der} ({\mathfrak {g}};M)/\operatorname {IDer} ({\mathfrak {g}};M)}

### 2차 코호몰로지
2차 리 대수 코호몰로지 군 {\displaystyle \operatorname {H} ^{2}({\mathfrak {g}};M)}은 리 대수의 확대
{\displaystyle 0\to M\to {\mathfrak {h}}\to {\mathfrak {g}}\to 0}
의 동치류들의 아벨 군과 동형이다. (여기서 {\displaystyle M}은 아벨 리 대수로 간주한다.)

## 예

### 아벨 리 대수
체 {\displaystyle K} 위의 아벨 리 대수 {\displaystyle V}와 그 자명한 표현 {\displaystyle W}를 생각하자. 이 경우, 슈발레-에일렌베르크 복합체의 공경계는 항상 0이다. (첫 항은 가군 작용이 들어가며, 둘째 항은 리 괄호가 들어간다.) 따라서, 리 대수 코호몰로지는 슈발레-에일렌베르크 공사슬 공간과 같다.
{\displaystyle \operatorname {H} ^{\bullet }(V;W)=\hom _{K{\text{-Vect}}}(\bigwedge ^{\bullet }V;W)}
특히, {\displaystyle W=K}라고 하자. 그렇다면
{\displaystyle \operatorname {H} ^{\bullet }(V;K)=\bigwedge ^{\bullet }V^{*}}
이며, {\displaystyle V}가 유한 차원일 경우
{\displaystyle \dim _{K}\operatorname {H} ^{\bullet }(V;K)={\binom {\dim V}{\bullet }}}
이다.
기하학적으로, {\displaystyle K=\mathbb {R} }라고 하고, 아벨 리 군 {\displaystyle \operatorname {U} (1)^{n}}을 생각하자. 이는 위상수학적으로 {\displaystyle n}차원 원환면이며, 그 드람 코호몰로지는
{\displaystyle \operatorname {H} _{\text{dR}}^{\bullet }(\mathbb {T} ^{n})\cong \mathbb {R} ^{\binom {n}{\bullet }}}
이다. 즉, 리 대수 코호몰로지가 콤팩트 리 군의 드람 코호몰로지와 일치하는 것을 알 수 있다. 호지 이론에 따라, 드람 코호몰로지는 (임의의 리만 계량을 주었을 때) 조화 형식의 벡터 공간과 표준적으로 동형이다. 평탄한 리만 계량을 준 원환면 위의 조화 형식은 평행 이동에 대하여 불변인 것이며, 이는 슈발레-에일렌베르크 공사슬과 표준적으로 대응함을 쉽게 알 수 있다.

### 코쥘 복합체
가환환 {\displaystyle R} 위의 가군 {\displaystyle M} 및 가군 준동형 {\displaystyle \phi \in \hom _{R{\text{-Mod}}}(M,R)}이 주어졌다고 하자. 그렇다면, {\displaystyle M}을 {\displaystyle R} 위의 아벨 리 대수로 여길 수 있으며, 또한 {\displaystyle R} 위에
{\displaystyle m\cdot r=\phi (m)r}
로 정의하여 {\displaystyle R}를 아벨 리 대수 {\displaystyle M}의 표현으로 생각하자. 이 경우, {\displaystyle R} 계수의 {\displaystyle M}의 슈발레-에일렌베르크 복합체는 {\displaystyle (R,M,\phi )}에 대한 코쥘 공사슬 복합체와 같다. 즉, 코쥘 복합체는 아벨 리 대수의 1차원 표현의 슈발레-에일렌베르크 복합체이다.

### 2차원 비아벨 리 대수
체 {\displaystyle K} 위의 유일한 2차원 비아벨 리 대수
{\displaystyle {\mathfrak {g}}=\operatorname {Span} \{x,y\}}
{\displaystyle [x,y]=x}
가 주어졌다고 하자. 이는 가해 리 대수이다. 그렇다면, {\displaystyle K} 계수의 슈발레-에일렌베르크 사슬 복합체는 다음과 같다.
{\displaystyle \delta _{1}\colon C_{1}\to C_{0}}
{\displaystyle \delta _{1}\colon x,y\mapsto 0}
{\displaystyle \delta _{2}\colon C_{2}\to C_{1}}
{\displaystyle \delta _{2}\colon x\wedge y\mapsto -[x,y]=-x}
즉, {\displaystyle K} 계수의 리 대수 호몰로지는 다음과 같다.
{\displaystyle \operatorname {H} _{0}=C_{0}\cong K}
{\displaystyle \operatorname {H} _{1}=C_{1}/\operatorname {im} \delta _{2}=\operatorname {Span} \{y\}\cong K}
{\displaystyle \operatorname {H} _{2}=\ker \delta _{2}=\{0\}}
즉, 호몰로지 베티 수는 각각 {\displaystyle \dim _{K}\operatorname {H} _{0}=1}, {\displaystyle \dim _{K}\operatorname {H} _{1}=1}, {\displaystyle \dim _{K}\operatorname {H} _{2}=0}이다. 마찬가지로, 슈발레-에일렌베르크 공사슬 복합체는 다음과 같다.
{\displaystyle d_{0}\colon C^{0}\to C^{1}}
{\displaystyle d_{0}\colon a\mapsto (x,y\mapsto 0)}
{\displaystyle d_{1}\colon C^{1}\to C^{2}}
{\displaystyle d_{1}\colon (x\mapsto a,\,y\mapsto b)\mapsto (x\wedge y\mapsto -a)}
따라서, 코호몰로지의 차원도 {\displaystyle \dim _{K}\operatorname {H} ^{0}=1}, {\displaystyle \dim _{K}\operatorname {H} ^{1}=1}, {\displaystyle \dim _{K}\operatorname {H} ^{2}=0}이다.

### 3차원 직교 대수
3차원 직교군의 리 대수 {\displaystyle {\mathfrak {so}}(3;\mathbb {R} )\cong {\mathfrak {su}}(2)}의 리 대수 코호몰로지를 계산해 보자. {\displaystyle {\mathfrak {so}}(3)}의 기저는 다음과 같다.
{\displaystyle [x,y]=z}
{\displaystyle [y,z]=x}
{\displaystyle [z,x]=y}
따라서, {\displaystyle \mathbb {R} } 계수의 슈발레-에일렌베르크 사슬 복합체는 다음과 같다.
{\displaystyle \partial _{1}\colon C_{1}\to C_{0}}
{\displaystyle \partial _{1}\colon x,y,z\mapsto 0}
{\displaystyle \partial _{2}\colon C_{2}\to C_{1}}
{\displaystyle \partial _{2}\colon x\wedge y\mapsto -[x,y]=-z}
{\displaystyle \partial _{2}\colon y\wedge z\mapsto -[y,z]=-x}
{\displaystyle \partial _{2}\colon z\wedge x\mapsto -[z,x]=-y}
{\displaystyle \partial _{3}\colon C_{3}\to C_{2}}
{\displaystyle \partial _{3}\colon x\wedge y\wedge z\mapsto 0}
따라서, 이 경우
{\displaystyle \dim _{\mathbb {R} }\operatorname {H} _{0}=1}
{\displaystyle \dim _{\mathbb {R} }\operatorname {H} _{1}=0}
{\displaystyle \dim _{\mathbb {R} }\operatorname {H} _{2}=0}
{\displaystyle \dim _{\mathbb {R} }\operatorname {H} _{3}=1}
이다. 리 군 {\displaystyle \operatorname {SU} (2)=\operatorname {Spin} (3)}은 3차원 초구 {\displaystyle \mathbb {S} ^{3}}와 위상 동형이며, 위 값들은 3차원 초구의 베티 수와 일치한다.

## 역사
클로드 슈발레와 사무엘 에일렌베르크가 1948년에 도입하였다.